# Амбелауанці
Амбелауанці (індонез. Suku Ambelau) — народність, основне населення індонезійського острова Амбелау (індонез. Pulau Ambelau). Належать до східно-індонезійської антропологічної групи. Проживають також на острові Буру (індонез. Pulau Buru) і деяких інших островах Малайського архіпелагу.
Чисельність, станом на кінець 2000-х років, становить близько 8300 осіб. З етнографічної точки зору споріднені з більшістю корінних народів острова Буру. Рідною мовою народності є австронезійська мова амбелау (індонез. Bahasa Ambelau). За віросповіданням мусульмани — суніти.
Амбелауанці островів Амбелау і Буру утворюють 22 патрилінійні локалізовані роди, що поділяються на екзогамні лініджі.

## Розселення

Ареал розселення амбелауанців виділений яскраво-рожевим кольором

Становлять абсолютну більшість населення як на Амбелау загалом, так і окремо в кожній з семи адміністративно-територіальних одиниць (сіл і поселень), на які поділена територія острова. Велика частина амбелауанців, як і інших жителів острова, проживає в прибережних районах.
Найбільша громада амбелауанців за межами Амбелау — близько 700 осіб — проживає на південному сході острова Буру в селі Ваетава (індонез. Waetawa). Її представники зберігають високий ступінь етнічної ідентичності та підтримують тісні культурні, соціальні та господарські зв'язки зі своїми одноплемінниками на Амбелау. Деяка кількість амбелауанців живе в інших районах Буру, на острові Амбон, деяких інших островах індонезійській провінції Малуку, а також у столиці Індонезії Джакарті.
У період нідерландської колонізації, зокрема, в першій половині XVII століття, значну частину амбелауанців вивезли на Буру для робіт на плантаціях прянощів, чималу кількість винищили.

## Мова
Рідною для народності є мова амбелау (також амбелауанська), що належить до центрально-Молуккської гілки центрально-малайсько-полінезійських мов. Амбелауанці активно використовують цю мову в побуті і в суспільному житті як на Амбелау, так і на Буру. При цьому значна їх частина на функціональному рівні володіє державною мовою Індонезії — індонезійською або ж поширеним на Молуккських островах амбонським діалектом малайської мови, так званим Мелаю Амбон (індонез. Melayu Ambon, який фактично являє собою спрощену індонезійську мову з тією або іншою часткою місцевої лексики).

## Релігія
Абсолютну більшість — 94 % — амбелауанців становлять мусульмани-суніти, решта представників народності — християни-протестанти. При цьому деяка частина зберігає пережитки традиційних місцевих вірувань.

## Спосіб життя
Амбелауанці островів Амбелау і Буру утворюють 22 патрилінійні локалізовані роди, що поділяються на екзогамні лініджі.
Основне заняття — сільське господарство. Гористий рельєф і кам'янисті ґрунти Амбелау ускладнюють розвиток традиційного для цієї частини Індонезії рисівництва. На порівняно невеликих ділянках родючого ґрунту, переважно на узбережжі, вирощують кукурудзу, саго, батат, какао, кокосову пальму, а також прянощі — гвоздику і мускатний горіх.
Поширене полювання, головним чином на дику свиню бабіруссу. Рибальство розвинене не скрізь (найбільше — в селах Масавой і Уліма на Амбелау), основний промисловий вид — тунець.
Деяка кількість амбелауанців, що проживають на Амбелау, регулярно працює на Буру, головним чином, на виробництві саго.
Традиційні житла — каркасні будинки з бамбука, часто на палях. Дахи покриті пальмовим листям або очеретом, від середини XX століття все більшого поширення набуває черепиця.
Національний костюм амбелауанців за фасоном схожий на одяг більшості народів Індонезії — саронг і довгопола сорочка у чоловіків, саронг і коротша кофта у жінок. Однак традиційні колірні переваги в одязі досить своєрідні — зокрема, у святкових вбраннях переважають різні відтінки червоного. Крім того, святкове вбрання передбачає досить своєрідні головні убори — у чоловіків гострий ковпак з плюмажем, у жінок пов'язка з плюмажем.